# Albert Goldthorpe
Pas d'image ? Cliquez ici

a Compétitions nationales et continentales officielles uniquement.

Albert Goldthorpe, né le 3 novembre 1871 à Hunslet (Angleterre) et mort le 8 janvier 1943 à Leeds (Angleterre), est un joueur anglais de rugby et rugby à XIII évoluant au poste d'demi d'ouverture ou d'arrière dans les années 1880, 1890, et 1900. Il effectue toute sa carrière à Hunslet F.C., d'abord en rugby puis en suivant le club dans le schisme du rugby pour le nouveau code de rugby qu'est le rugby à XIII. Dans ce dernier, il réalise ce qu'on nomme le premier « All Four Cups » en 1908 c'est-à-dire la victoire la même année dans les quatre compétitions en vigueur à cette époque - Championnat d'Angleterre, Championnat du Yorkshire, Challenge Cup, Coupe du Yorkshire. Il remporte également d'autres titres avec ce club avant de mettre un terme à sa carrière sportive en 1910.
Il a été introduit au Temple de la renommée du rugby à XIII britannique en 2015. Un prix portant son nom est créé par le magazine Rugby Leaguer & League Express en 2008, le Albert Goldthorpe Medal, récompensant le meilleur joueur de la Super League.

## Biographie

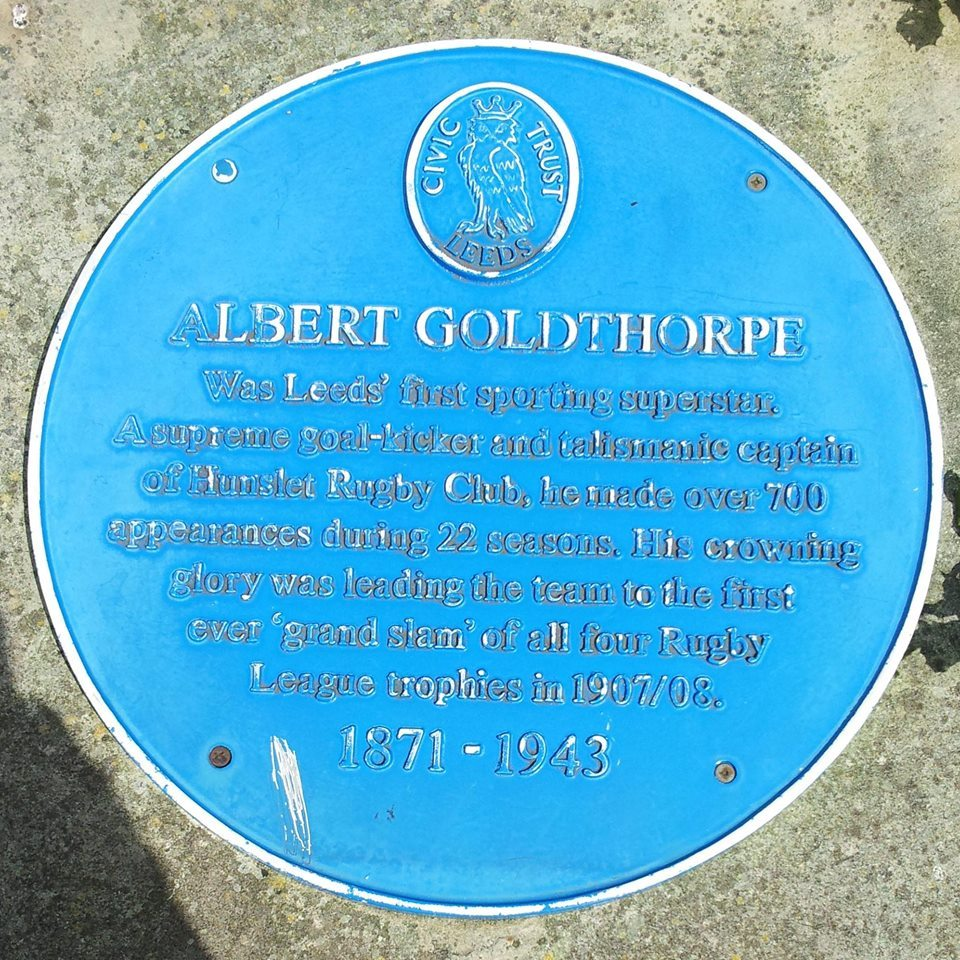
Plaque commémorant Albert Goldthorpe.

## Palmarès
- Collectif :
  - Vainqueur du Championnat d'Angleterre : 1908 (Hunslet).
  - Vainqueur du Championnat du Yorkshire : 1898 et 1908 (Hunslet).
  - Vainqueur de la Challenge Cup : 1908 (Hunslet).
  - Vainqueur de la Coupe du Yorkshire : 1905 et 1908 (Hunslet).
  - Finaliste du Championnat d'Angleterre : 1906 (Hunslet).
  - Finaliste de la Challenge Cup : 1899 (Hunslet).
  - Finaliste de la Coupe du Yorkshire : 1909 (Hunslet).